# Homme de base
 (août 2018).
Si vous disposez d'ouvrages ou d'articles de référence ou si vous connaissez des sites web de qualité traitant du thème abordé ici, merci de compléter l'article en donnant les références utiles à sa vérifiabilité et en les liant à la section « Notes et références ».
L'homme de base est un terme issu du milieu militaire employé en ordre serré.
Dans les manœuvres d'ordre serré, l'homme de base est celui qui se trouve à l'avant du peloton, sur une de ses extrémités (généralement à gauche).
C'est cet individu qui sert de référence pour tout le peloton durant la marche au pas cadencé : il fixe la longueur du pas et doit conserver une cadence constante, en phase avec les ordres du commandant de peloton.
La troupe aligne son pas et sa cadence sur l'homme de base.
Dans un peloton, l'homme de base est généralement le plus grand, et le peloton est constitué par taille décroissante (on parle alors de toit).
Lorsque l'homme de base n'est pas le plus grand, on lui préfère un autre élément qui doit également être parmi les plus grands, et qui réunit les qualités suivantes :
- il respecte scrupuleusement la cadence,
- il adopte une longueur de pas que toute la troupe peut effectuer avec la même cadence,
- il sait raccourcir ou allonger le pas lorsque le peloton effectue un quart de tour serré.